# Carl-Otto Lütkens
Carl-Otto Lütkens (* 10. Mai 1903 in Hamburg; † 16. März 1967 in Hamburg) war ein Bremer Politiker (CDU) und Mitglied der Bremischen Bürgerschaft.  

## Biografie
Lütkens war als Versicherungskaufmann u. a. in Bremen tätig.
Er war Mitglied der CDU.
Vom November 1946 bis 1947 und vom Oktober 1949 bis Oktober 1950 war er Mitglied der ersten gewählten Bremischen Bürgerschaft und in Deputationen der Bürgerschaft tätig. Er legte sein Mandat 1950 nieder.